# 阿穆尔·穆萨
阿穆尔·穆萨 (阿拉伯语：‎；1936年10月3日-) 是一名埃及政治家和外交官。1991到2001年任埃及外长，2001年6月1日到2011年6月1日任阿拉伯国家联盟秘书长。他是2012年埃及总统选举候选人之一，但在第一轮投票中得票率仅为11.13%，未能进入第二轮选举。

## 早年生活
1936年10月3日，他生于开罗。1957年毕业于开罗大学的法学专业。

## 政治生涯
1958到1972年他任埃及驻瑞士大使和驻联合国外交官。1974-77他任埃及外长顾问。1977-81年以及1983-90年，他是埃及外交部国际组织司的司长。1981-83年担任埃及常驻联合国副代表。1983-86任驻印度大使。1990年任埃及常驻联合国代表。
1991年5月20日被埃及总理阿提夫·穆罕默德·奥贝德任命为埃及外长。2001年5月15日被选为阿盟秘书长。

## 荣誉

### 外国勋章奖章
- 旭日大绶章（日本，2023年4月29日公布[3]）